# Любишино
Любишино (Дубок) (бел. Любiшына, Дубок) — агрогородок в Червенского района Минской области. Центр Колодежского сельсовета.

## География
Располагается в шести километрах к северо-востоку от райцентра, в 68 километрах от Минска, в 2-х километрах севернее автодороги Минск—Могилёв.

## История
Первые упоминания о населённом пункте датируются XIX веком, когда он входил в состав имения Ивановск, принадлежавшего роду Шевичей. На 1858 год здесь было 7 дворов, проживали 57 человек. В 1870 году упоминается деревня Любиши, относящаяся к Юровичской волости Игуменского уезда Минской губернии и насчитывавшая 29 душ мужского пола. Согласно Переписи населения Российской империи 1897 года в деревне насчитывалось 29 дворов и 229 жителей. На 1917 год входила в состав Хуторской волости, здесь было 30 дворов, 204 жителя. С февраля по декабрь 1918 года деревня была оккупирована немцами, с августа 1919 по начало июля 1920 — поляками. 20 августа 1924 года включена в состав вновь образованного Колодежского сельсовета Червенского района Минского округа (с 20 февраля 1938 года — Минской области). Согласно Переписи населения СССР 1926 года насчитывалось 42 двора, проживали 227 человек. Во время Великой Отечественной войны деревня была оккупирована немцами уже в конце июня 1941 года, 21 житель деревни погибли  на фронтах. Освобождена 2 июля 1944 года. На 1960 год деревня упоминается под названием Любашино, здесь проживало 205 человек. В 1980-е годы относилась к совхозу «Натальевск». На 1997 год насчитывалось 159 домохозяйств, 454 жителя, функционировали усадьба экспериментальной базы «Натальевск», свиноводческий комплекс, животноводческая ферма, мастерские по ремонту сельскохозяйственной техники, швейный цех, прядильная, детский сад-ясли, библиотека, баня, фельдшерско-акушерский пункт, Дом культуры, отделение связи, магазин.

## Инфраструктура

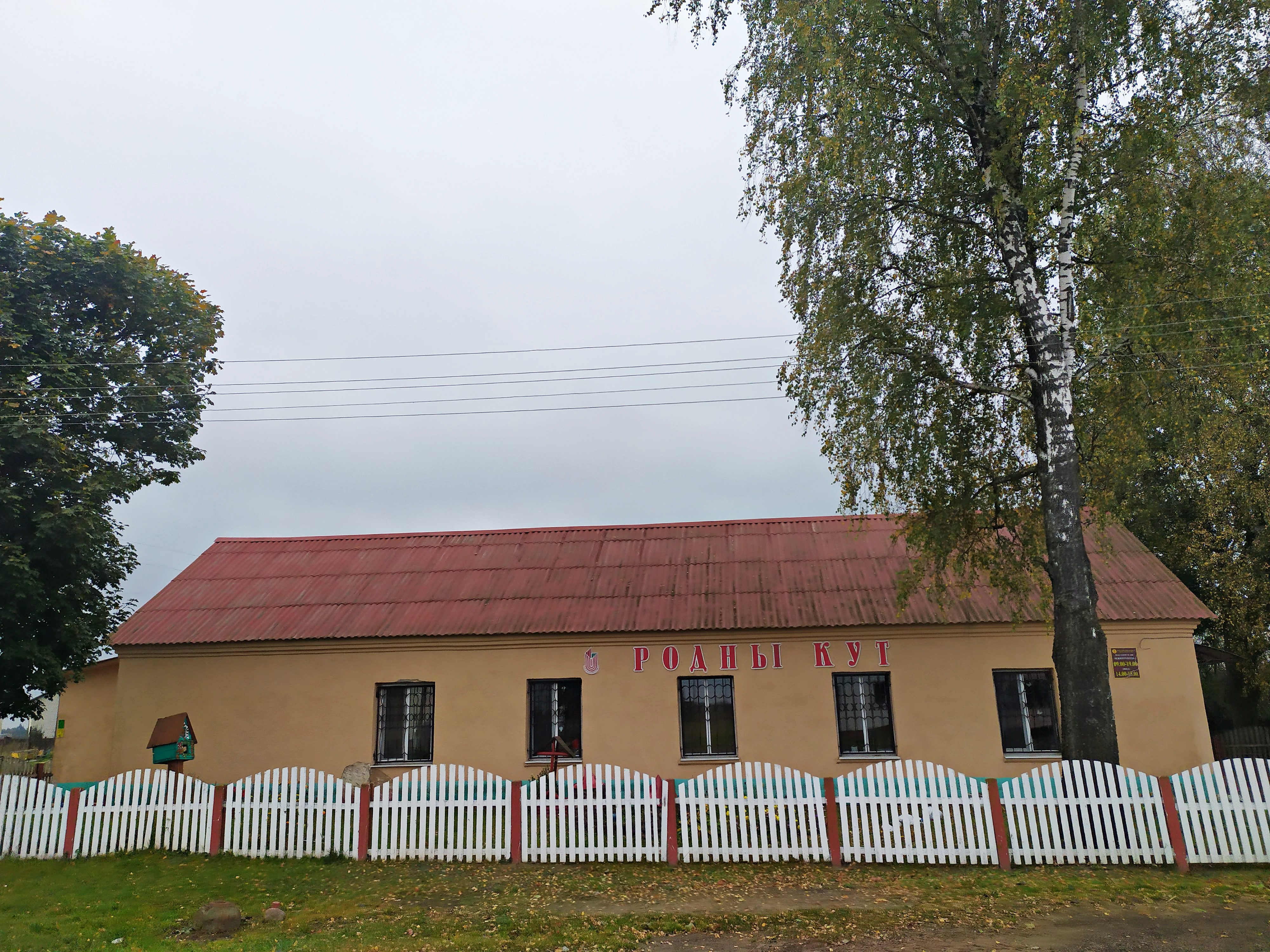
Магазин

На 2013 год в агрогородке функционируют КСУП «Экспериментальная база «Натальевск»», детский сад, Дом культуры, фельдшерско-акушерский пункт, библиотека, отделение АСБ «Беларусьбанк», магазин.

## Население
- 1858 — 7 дворов, 57 жителей.
- 1870 — 29 мужчин.
- 1897 — 29 дворов, 229 жителей.
- 1917 — 30 дворов, 204 жителя.
- 1926 — 42 двора, 227 жителей.
- 1960 — 205 жителей.
- 1997 — 159 дворов, 454 жителя.
- 2013 — 171 двор, 535 жителей[уточнить]